# Magnesia (Mineralwasser)

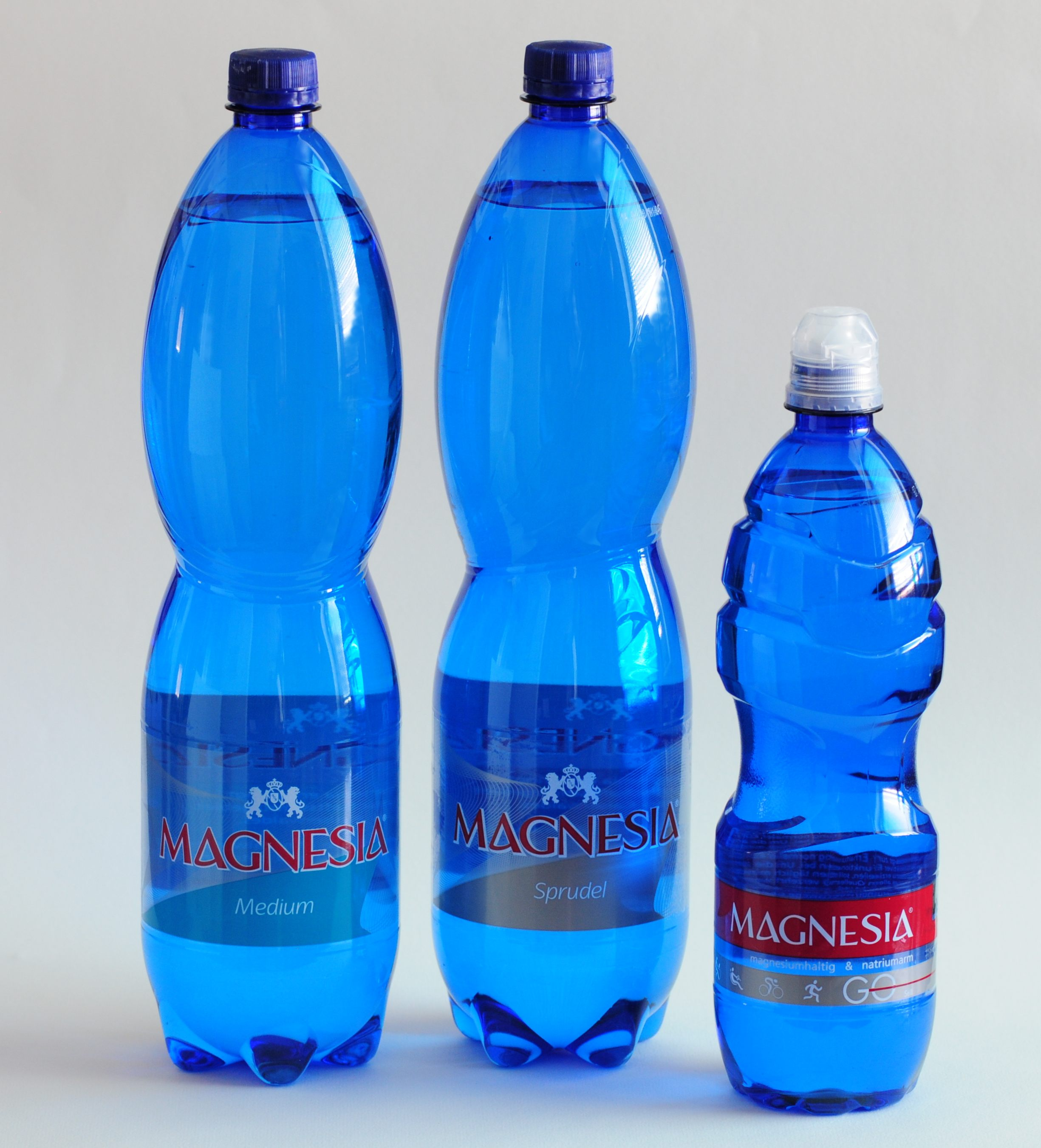
Magnesia-Mineralwasser in PET-Flaschen

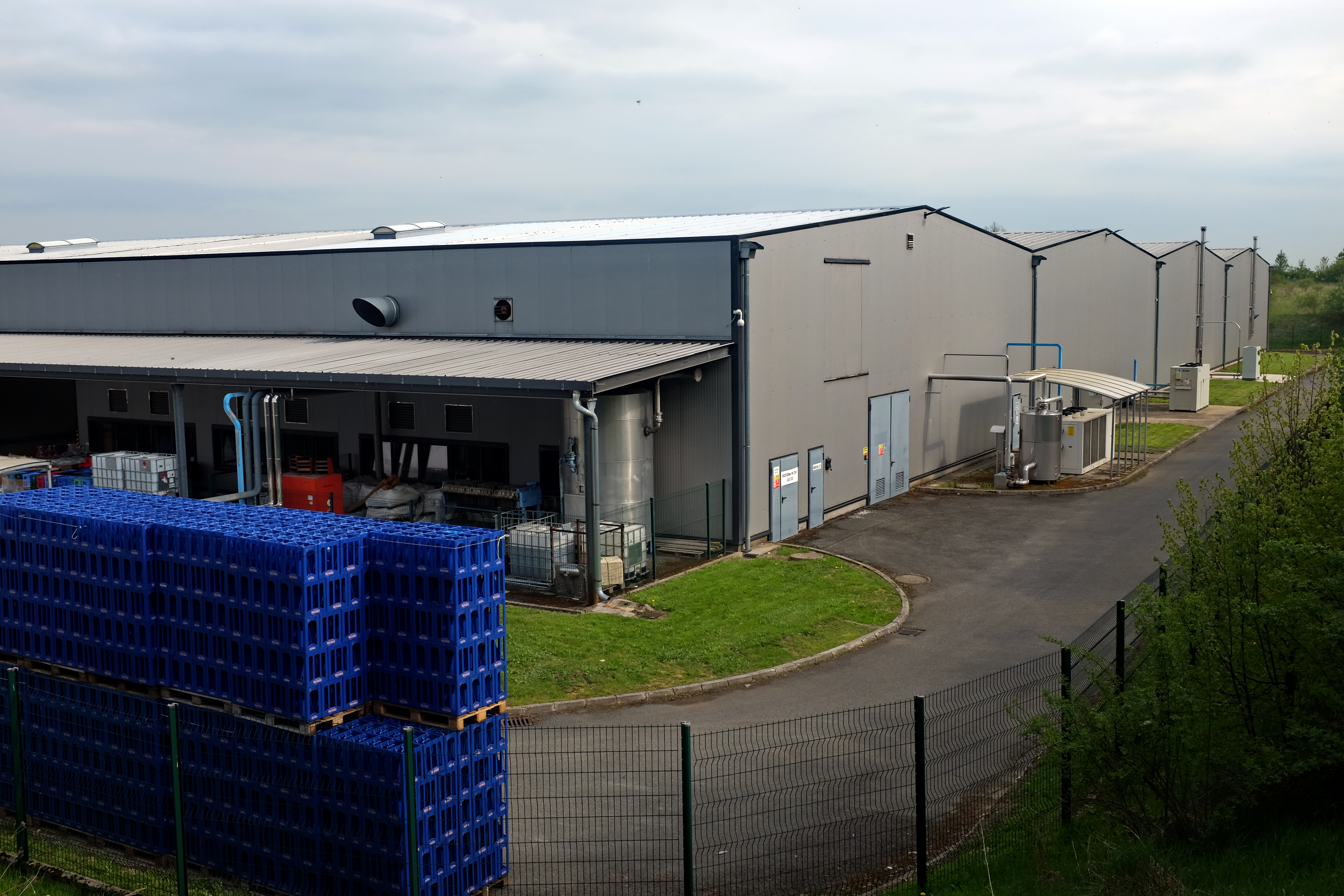
Werksanlagen der Magnesia-Quelle in Mnichov

Magnesia ist eine Mineralwassermarke des tschechischen Unternehmens Karlovarské minerální vody (deutsch: Karlsbader Mineralwässer).

## Quelle
Der Quellort des natürlichen Mineralwassers Magnesia liegt nahe der westböhmischen Ortschaft Mnichov u Mariánských Lázní (Einsiedel) in der Nähe des Badeortes Marienbad; in der Landschaft des Kaiserwaldes.

## Geschichte
Die gewerbliche Nutzung von Mineralwasser am Ort Einsiedel ist seit 1893 belegt. Damals hieß die Quelle Grüner Säuerling. Seit 1899 exportierte Engelbert Zuleger das Mineralwasser überregional. Im Jahre 1928 modernisierte die Familie Löser den Abfüllort, wodurch sich der Verkauf erheblich belebte. Der Staatsbetrieb Westböhmische Quellen (státní podnik Západočeská zřídla) veranlasste 1990 eine neue Bohrung im Quellgebiet des bisherigen Brunnens. In der Folge wurde die Abfüllung und der Versand des Mineralwassers durch das Unternehmen Karlsbader Mineralwässer übernommen.
Der Abfüllbetrieb ist eine Aktiengesellschaft nach tschechischem Recht, die Karlovarské minerální vody, a.s. Sie ist der größte Mineralwasserbetrieb Tschechiens und geht in ihren Ursprüngen auf den Gründer Heinrich Mattoni zurück. Eigentümer seit 1994 ist allerdings die KMV-Gruppe (KMV – Karlovarské minerální vody) unter dem italienischen Generalmanager Alessandro Pasquale.
In den Jahren 1999 bis 2001 investierte der Unternehmer Pasquale sen. in Mnichov einen komplett neuen Werksstandort zur Abfüllung des Mineralwassers. International gehören zahlreiche Marken zur KMV-Gruppe.

## Chemische Zusammensetzung
Das Mineralwasser erhielt den Handelsnamen Magnesia aufgrund seines auffälligen Gehalts an gelösten Magnesiumionen.

### Kationen
Magnesium 170 mg/l

Calcium 37,4 mg/l

Natrium 6,17 mg/l.

### Anionen
Chlor 2,11 mg/l

Sulfat 11,1 mg/l

Hydrogencarbonat 950 mg/l.

## Vertrieb
Vertrieben wird das in PET-Flaschen abgefüllte Mineralwasser primär durch die Karlovarské minerální vody, in Deutschland durch die Karlsbad Mineralwasser GmbH in Schönefeld sowie in Österreich durch die Waldquelle Kobersdorf GmbH mit Sitz im burgenländischen Kobersdorf.